# Ute Mohrmann

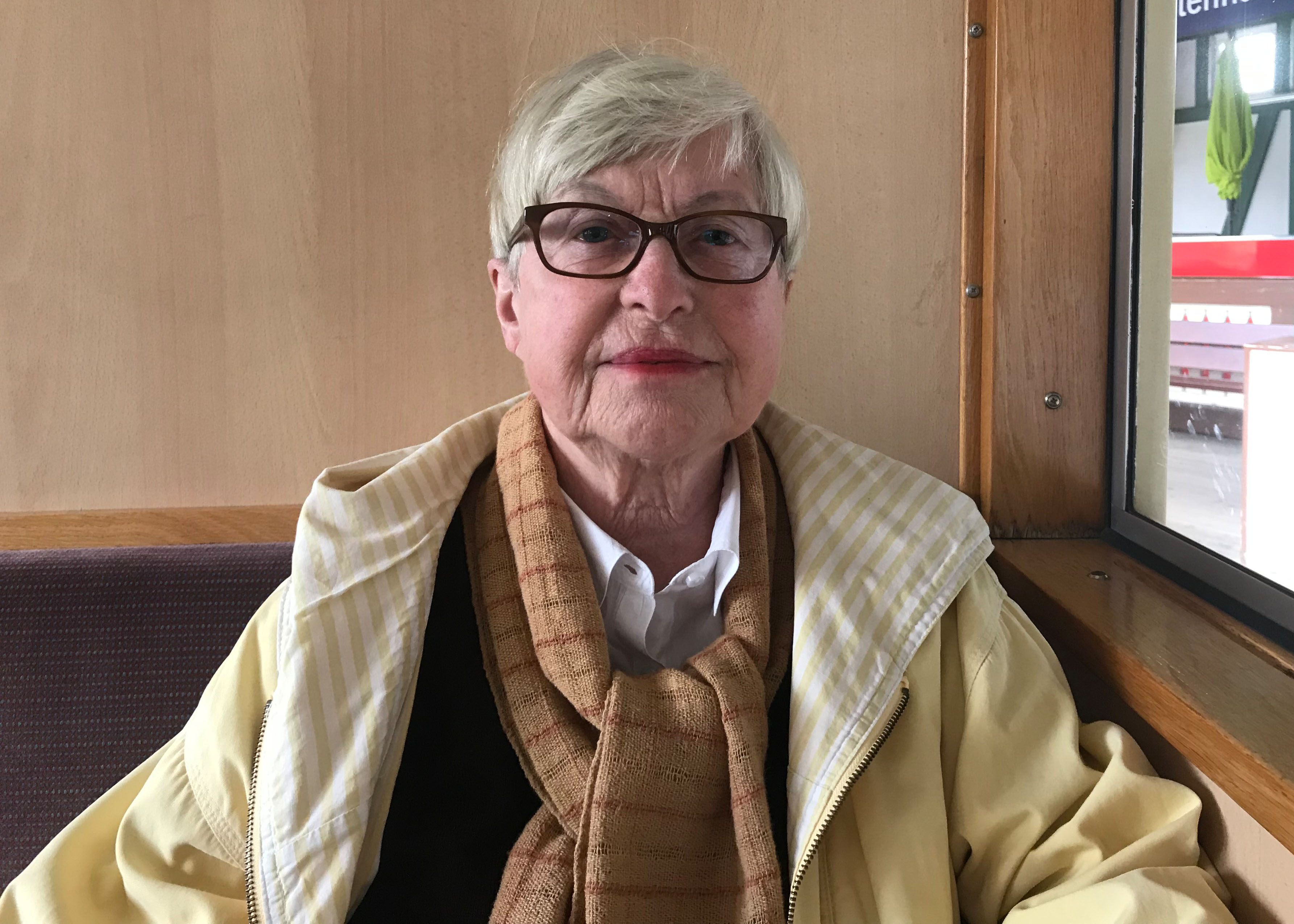
Ute Mohrmann

Ute Mohrmann (geboren am 1. Juli 1938 in Gera) ist eine deutsche Ethnologin und Professorin für Ethnographie. Sie war Mitarbeiterin und Leiterin des Bereichs Ethnographie der Humboldt-Universität zu Berlin.

## Leben und Forschung
Ute Mohrmann studierte von 1957 bis 1961 Volkskunde und Kunstgeschichte an der Humboldt-Universität zu Berlin (HUB) und wurde 1966 zu Die Entwicklung des bildnerischen Volksschaffens in Berlin von 1945 bis zur Gegenwart: Eine Untersuchung zur Durchsetzg der sozialistischen Kulturrevolution promoviert. In den Jahren 1961 und 1962 war sie Assistentin bei Dozentin Waltraud Woeller am Institut für Völkerkunde und Deutsche Volkskunde der HUB. Es folgte eine Aspirantur, die Mohrmann im Jahr 1966 mit ihrer Promotion zum Dr. phil. an der HUB im Fach Ethnographie/Volkskunde mit magna cum laude abschloss. Von 1965 bis 1968 folgte eine Assistenz bei Pawoł Nedo am Institut der HUB und 1968–1980 eine Oberassistenz bei Vakanz des volkskundlichen Lehrstuhls im Bereich Ethnographie (umbenanntes Institut) der HUB. Morhmann erhielt 1974 die facultas docendi und 1980 erfolgte die Habilitation zum Dr. sc. phil. im Fachgebiet Ethnographie/Volkskunde an der HUB. Von 1980 bis 1986 war Mohrmann Hochschuldozentin der HUB für Ethnographie/Volkskunde am Lehrstuhl von Wolfgang Jacobeit. 2005 und 2007 nahm Mohrmann einen Lehrauftrag am Institut für Europäische Ethnologie der HUB wahr.
In den Jahren 1974–1989 war sie Mitglied der Internationalen Kommission der ethnographischen Gegenwartsforschung sozialistischer/osteuropäischer Länder. Von 1979 bis 1984 stand der Bereich Ethnographie der HUB unter Mohrmanns Leitung, und 1984–1988 war sie stellvertretende Direktorin für Forschung der Sektion Geschichte an der HUB, wo 1986 die Berufung zur Professorin mit dem Berufungsgebiet Ethnographie erfolgte. Von 1989 bis 1992 leitete Mohrmann den Bereich Ethnographie und war bis 1993 an dem in Gründung befindlichen Institut für Europäische Ethnologie der HUB angestellt. Zwischenzeitlich und danach hatte sie bis zu ihrer Berentung Lehraufträge und Vertretungsprofessuren an den Universitäten in Wien, Marburg und Kiel.

### Forschungsgebiete
Sie forschte beispielsweise zur Festkultur der Nachkriegszeit und zur Rolle öffentlicher Feiern und Feste in der DDR sowie zu ritualisierten Lebensstationen von der Geburt bis zum Tod. Traditionen, Festerfindungen und Ersatzrituale waren Ausdruck der spezifischen Gesellschaftsverfassung der DDR und der konkreten Lebensstile der Bevölkerung. Die Festentwicklung in den einzelnen DDR-Jahrzehnten erfährt bei Ute Mohrmann Wertung im kulturpolitischen Kontext.
In den Nachkriegs- und ersten 1950er Jahren wurden Volksmusik und Volkstanz als wichtige Bestandteile der Festkultur stark von sowjetischen folkloristischen Vorbildern geprägt. Zunehmend manifestierte sich dagegen seit Mitte des Jahrzehnts und während der 1960er Jahre eine politische Repräsentationskultur mit einer monumentalen Festästhetik. Zugleich avancierte die „Arbeiterklasse“ zum Träger eines neuen Festzyklus, wie der Betriebs- und Arbeiterfestspiele. Die Belastungen des Arbeitsalltags stimulierten nicht zuletzt in breiten Schichten die „Lust auf Feste“. Für die 1970er Jahre war eine erneute Folklorisierung der öffentlichen Festkultur angesagt. Nach politischem Konzept sollte die Besinnung auf regionale Traditionen, auf „DDR - meine Heimat“ eine neue Identität, eine Geborgenheit in der geschlossenen Gesellschaft der DDR geschaffen werden. Die massenhafte Annahme des prall gefüllten und bunten Festkalenders vermittelte Gemeinschaftserlebnisse, fand sich im privaten Bereich allerdings nicht gleichermaßen wider. Ebenso wurden die überorganisierten Angebote von Ehrentagen und ritualisierten Lebensstationen, wie etwa Aufnahme als Jungpionier, Fest der Volljährigkeit oder Beginn der Facharbeiterlehre in der Privatsphäre weniger mitgetragen. Eine bemerkenswerte Ausnahme spielte die Jugendweihe. Im letzten Jahrzehnt der DDR wurden bei der Rezeption von Feiern und Festen verstärkt generationenspezifische, soziale und politische Unterschiede sichtbar. Die Festkultur bewegte sich schließlich zwischen Annahme, Unbehagen und Protest.

## Auszeichnungen
- 1975 Johannes R. Becher-Medaille des Kulturbundes der DDR in Bronze, 1984 in Silber
- 1983 Preis für künstlerisches Volksschaffen der DDR II. Klasse;
- 2015 Urkunde der Brandenburgischen Frauenwoche
- 2016 Urkunde und Eintrag ins Ehrenbuch der Gemeinde Bad Saarow

## Mitgliedschaften
Ute Mohrmann war von 1976 bis 1984 Vorsitzende der Zentralen Arbeitsgemeinschaft Bildnerisches Volksschaffen beim Zentralhaus für Kulturarbeit und von 1976 bis 1990 Mitglied des Zentralen Fachausschusses Kulturgeschichte/Volkskunde der Gesellschaft für Heimatgeschichte beim Kulturbund der DDR. Von 1981 bis 1990 war sie Mitglied der Kulturbund-Fraktion der Volkskammer der DDR.
- 1987–1989 Mitglied des Executive board der Société Internationale d’Ethnologie et de Folklore en Europe
- 1989–2021 Mitglied der Kulturinitiative ’89 e. V.
- 1990–1993 Mitglied des Vorstandes der Gesellschaft für Ethnographie e. V., weiterhin Mitglied des Vereins
- 1992–1994 Mitglied einer Projektfachgruppe am Adolf-Grimme-Institut, Medieninstitut des Deutschen Volkshochschulverbandes e. V., Ressort DDR-Alltag/Biographieforschung
- Seit 1990 Mitglied der Deutschen Gesellschaft für Volkskunde e. V. und der Thüringer Vereinigung für Volkskunde e. V.
- 2014–2022 Vorsitzende/Mitglied der Initiativgruppe Amateurkunst beim Kunstverein MAL-HEURE e. V.

## Ausstellungen (Auswahl)
- 1999–2016 Mitarbeit an Ausstellungen zur Regional- und Ortsgeschichte in Eisenhüttenstadt und Bad Saarow
- 2002–2016 Jurymitglied und -vorsitzende der bundesweit ausgeschriebenen Ausstellung behinderter Menschen „Ermutigung“ in Fürstenwalde
- 2015–2018 Kuratorin von Ausstellungen des bildnerischen Volksschaffens/der Freizeitkunst der DDR in Fürstenwalde, Eisenhüttenstadt und Berlin

## Veröffentlichungen (Auswahl)
Monografien
- Die Entwicklung des bildnerischen Volksschaffens in Berlin von 1945 bis zur Gegenwart: Eine Unters. zur Durchsetzung d. sozialist. Kulturrevolution. Humboldt-U., Phil. F., Diss. v. 3. Okt. 1966.
- Zur Geschichte des künstlerischen Volksschaffens in der Deutschen Demokratischen Republik: Werdegang u. Entwicklungsprobleme d. bildner. Volksschaffens. Humboldt-Univ., Diss. B, 1980.
- Engagierte Freizeitkunst: Werdegang u. Entwicklungsprobleme d. bildner. Volksschaffens in d. DDR. Verlag Tribüne, Berlin 1983.
- Ethnographie in der DDR: Rückblicke auf die Fachgeschichte. Panama Verlag, Berlin 2018, ISBN 978-3-938714-63-8.

Herausgeberschaften
- mit Wolfgang Kaschuba: Blick-Wechsel Ost-West. Beobachtungen zur Alltagskultur in Ost- und Westdeutschland. Tübingen 1992, ISBN 3-925340-79-3.

Beiträge/Aufsätze
- DDR-Alltag als volkskundliches Forschungsfeld? Eine Frage im wissenschaftsgeschichtlichen Kontext. In: Wissenschaftliche Zeitschrift der Humboldt-Universität zu Berlin (= Gesellschaftswissenschaften. 10). 1989, S. 1059–1066.
- Volkskunde an der Humboldt-Universität zu Berlin von 1952 bis 1986 – Standortfindung, Konsolidierung und Profilierung der Volkskunde als einer Spezialdisziplin der Ethnographie. In: Olaf Bockhorn, Gertraude Liesenfeld (Hrsg.): Volkskunde in der Hanuschgasse. 25 Jahre Institut für Volkskunde der Universität Wien. Wien 1989, S. 153–169.
- Sitten und Bräuche im Lebenslauf der DDR-Bürger. In: Abhandlungen und Berichte des Museums für Völkerkunde Dresden. Bd. 44, Berlin 1990, S. 437–446.
- Der Erste Mai in der DDR. Zum Wandel der politisch-kulturellen Festform. In: Wolfgang Kaschuba, Gottfried Korff, Bernd-Jürgen Warneken (Hrsg.): Arbeiterkultur seit 1945: Ende oder Veränderung? Tübingen 1991, S. 307–312.
- Volkskundliche Universitätsausbildung für Museumspraktiker der DDR. In: Wissenschaftliches Kolloquium. Alltagsgeschichte in ethnographischen Museen. Möglichkeiten der Sammlung und Darstellung im internationalen Vergleich. hrsg. v. Staatliche Museen zu Berlin. Berlin 1991, S. 15–17.
- mit: Wolfgang Nahrstedt, Willy Kesper und Dietrich Dreiling: Die Altmark. Neues Reisen in Europa: Chancen für die Umwelt und Kultur? Erste Bielefelder und Salzwedeler Tourismustage 1990. Bielefeld 1991.
- mit Walter Rusch Vier Jahrzehnte Ethnographie an der Humboldt-Universität zu Berlin. In: Ute Mohrmann (Hrsg.): Geschichte der Völkerkunde und Volkskunde an der Berliner Universität –zur Aufarbeitung des Wissenschaftserbes. Beiträge zur Geschichte der Humboldt-Universität zu Berlin, Berlin 1991, S. 61–72.
- Wegmüssen: Entsiedelung im Kohlerevier. Versuch einer Wahrnehmung laufender Ereignisse. In: Österreichische Zeitschrift für Volkskunde. 3/1992, S. 355–367.
- Fachfrauen – Frauen im Fach. Ostdeutsche Volkskundlerinnen (= Kulturanthropologische Notizen. Bd. 52). Institut für Kulturanthropologie und Europäische Ethnologie, Frankfurt 1995, S. 309–323.
- Festhalten am Brauch. Jugendweihe vor und nach der „Wende“. In: Wolfgang Kaschuba, Thomas Scholze, Leonore Scholze-Irrlitz (Hrsg.): Alltagskultur im Umbruch. Festschrift für Wolfgang Jacobeit zum 75. Geburtstag. Köln/ Weimar 1996, S. 197–213.
- “Volkskunst” – die Basiskultur von damals? In: Klaus Steinitz, Wolfgang Kaschuba (Hrsg.): Wolfgang Steinitz „Ich hatte unwahrscheinliches Glück“. Ein Leben zwischen Wissenschaft und Politik. Berlin 2006, S. 154–171.

Sammelbände
- mit Wolfgang Jacobeit: Kultur und Lebensweise des Proletariats. Kulturhistorisch-volkskundliche Studien und Materialien. Berlin 1973.
- FrauenAlltag im östlichsten deutschen Osten: Eisenhüttenstadt (= Berliner Blätter. Sonderh. 47.) Lit, Münster/ Hamburg/ Berlin/ London 2008, ISBN 978-3-8258-1674-2.
- Beiträge zur ethnographischen Gegenwartsforschung. Thematisches Heft der EAZ 1/1986
- mit Wolfgang Nahrstedt, Willy Kesper und Dietrich Dreiling: Die Altmark. Neues Reisen in Europa: Chancen für die Umwelt und Kultur? Erste Bielefelder und Salzwedeler Tourismustage 1990. Bielefeld 1991, ISBN 3-926499-21-4.
- Geschichte der Völkerkunde und Volkskunde an der Berliner Universität – Zur Aufarbeitung des Wissenschaftserbes (= Beiträge zur Geschichte der Humboldt-Universität zu Berlin. Nr. 28). Berlin 1991, S. 90.

- mit Wolfgang Jacobeit Beiträge zur Geschichte der Volkskunde. Eine Wissenschaft im Widerspruch zwischen Leistung und Versagen. In: Wissenschaftliche Zeitschrift der Humboldt-Universität zu Berlin. Nr. 11, Berlin 1991.

- mit Wolfgang Kaschuba: Blick-Wechsel Ost-West. Beobachtungen zur Alltagskultur in Ost- und Westdeutschland. Tübingen 1992, ISBN 3-925340-79-3.
- Leonore Scholze-Irrlitz, Sigrid Jacobeit: FrauenAlltag im östlichsten deutschen Osten: Eisenhüttenstadt (= Berliner Blätter. Ethnographische und ethnologische Beiträge. Heft 47). Lit, Münster/ Hamburg/ Berlin/ London 2008, ISBN 978-3-8258-1025-2.